# Villa Nordstraße 4 (Radebeul)
Die Villa Nordstraße 4 liegt im Stadtteil Niederlößnitz der sächsischen Stadt Radebeul. Sie wurde 1884–86 erbaut.

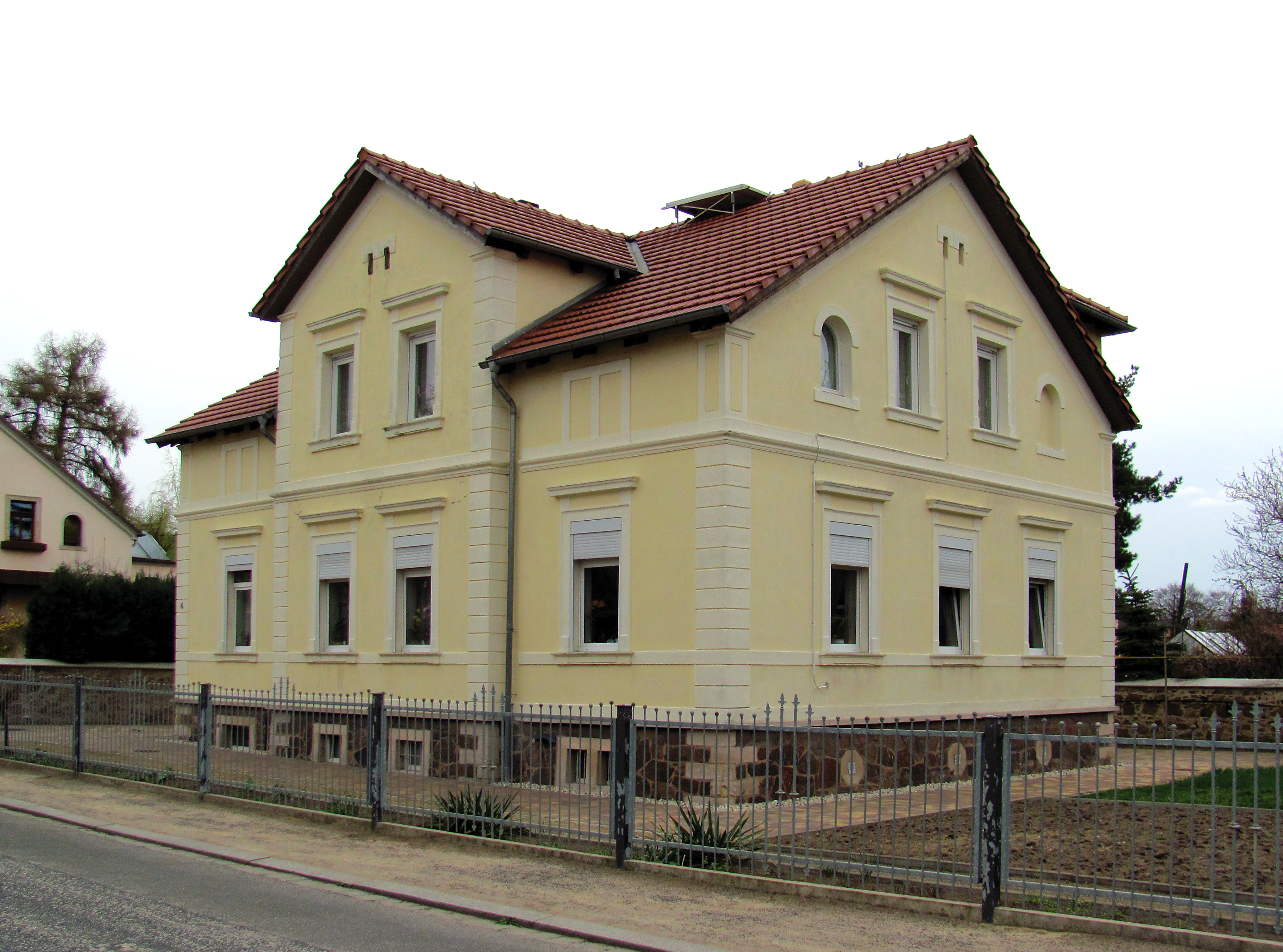
Villa Nordstraße 4

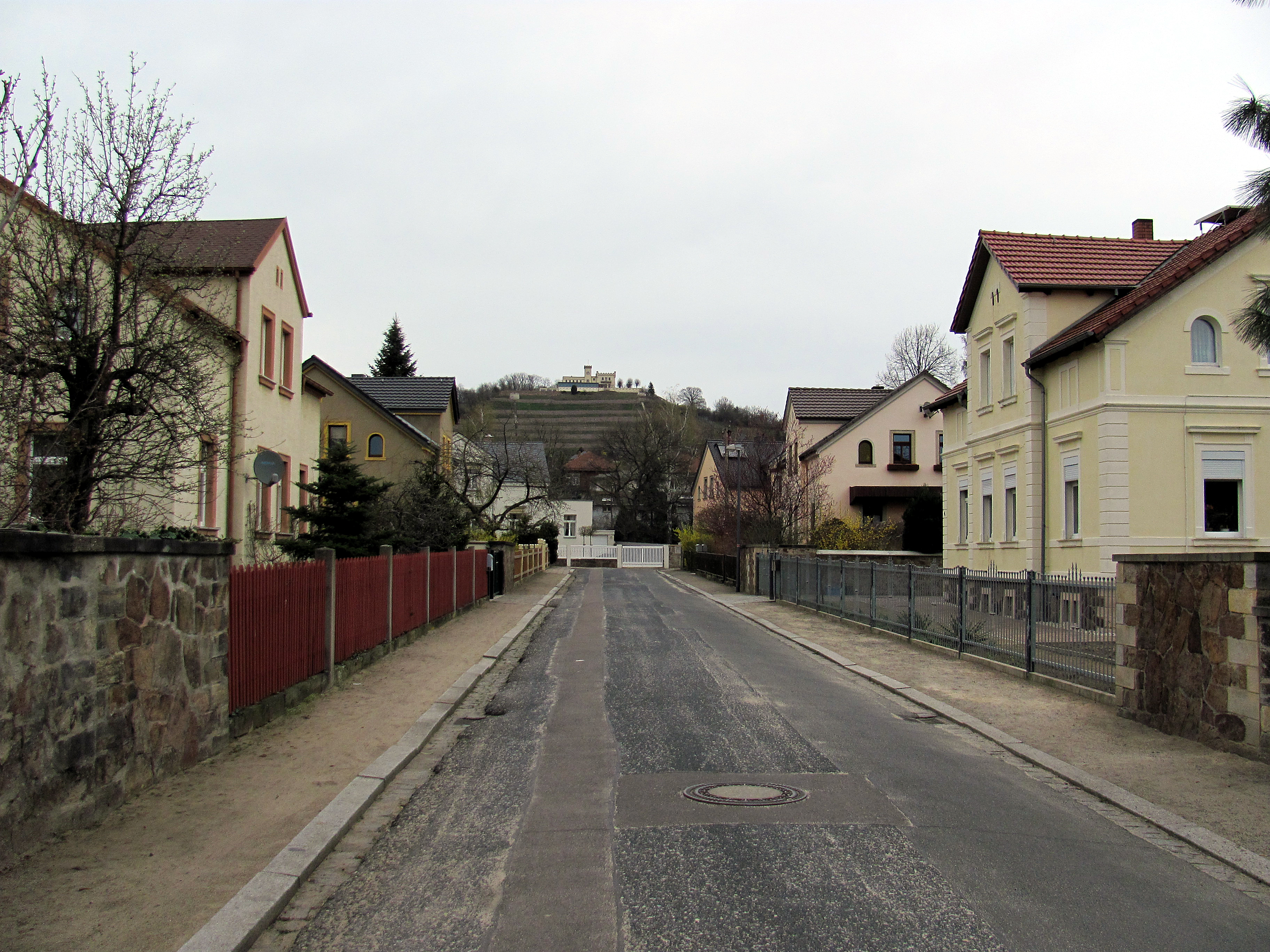
Nordstraße in Richtung Norden, rechts die Nr. 4 mit weiteren ähnlichen Häusern

## Beschreibung
Die landhausartige, denkmalgeschützte Villa ist eingeschossig mit einem hohen Kniestock, obenauf hat sie ein ziegelgedecktes Satteldach. Die traufständige Straßenansicht zeigt einen zweigeschossigen Mittelrisalit. In der linken Seitenansicht befindet sich ein Eingangsvorbau. Auf der Rückseite ist ein zweigeschossiger Seitenflügel mit geringeren Geschosshöhen sowie einem Flachdach angebaut.
Das auf einem Sockel aus Bruchstein stehende Gebäude zeigt Putzgliederungen aus Gesimsen und Ecklisenen sowie Sandsteingewände um die Fenster.

## Geschichte
Der Baumeister Clemens Hanke beantragte 1884 den Bau eines Wohnhauses mit Seitenflügel sowie einem Brunnen. Die Ingebrauchnahmeerlaubnis erfolgte im Jahr 1886.
Spätestens ab 1897 war das Gebäude laut Adressbuch im Besitz von Theodor Lobe (1833–1905), Schauspieler und Regisseur am Dresdner Hoftheater, seiner letzten beruflichen Station. 1901 ließ er die rückwärtige Dachgaube durch den Baumeister Hugo Große zu einem Vollgeschoss umbauen. 1905 starb Lobe und wurde auf dem Kötzschenbrodaer Friedhof beerdigt.
1919 wurde der Eingangsvorbau erweitert.

## Weitere Bauten von Baumeister Hanke

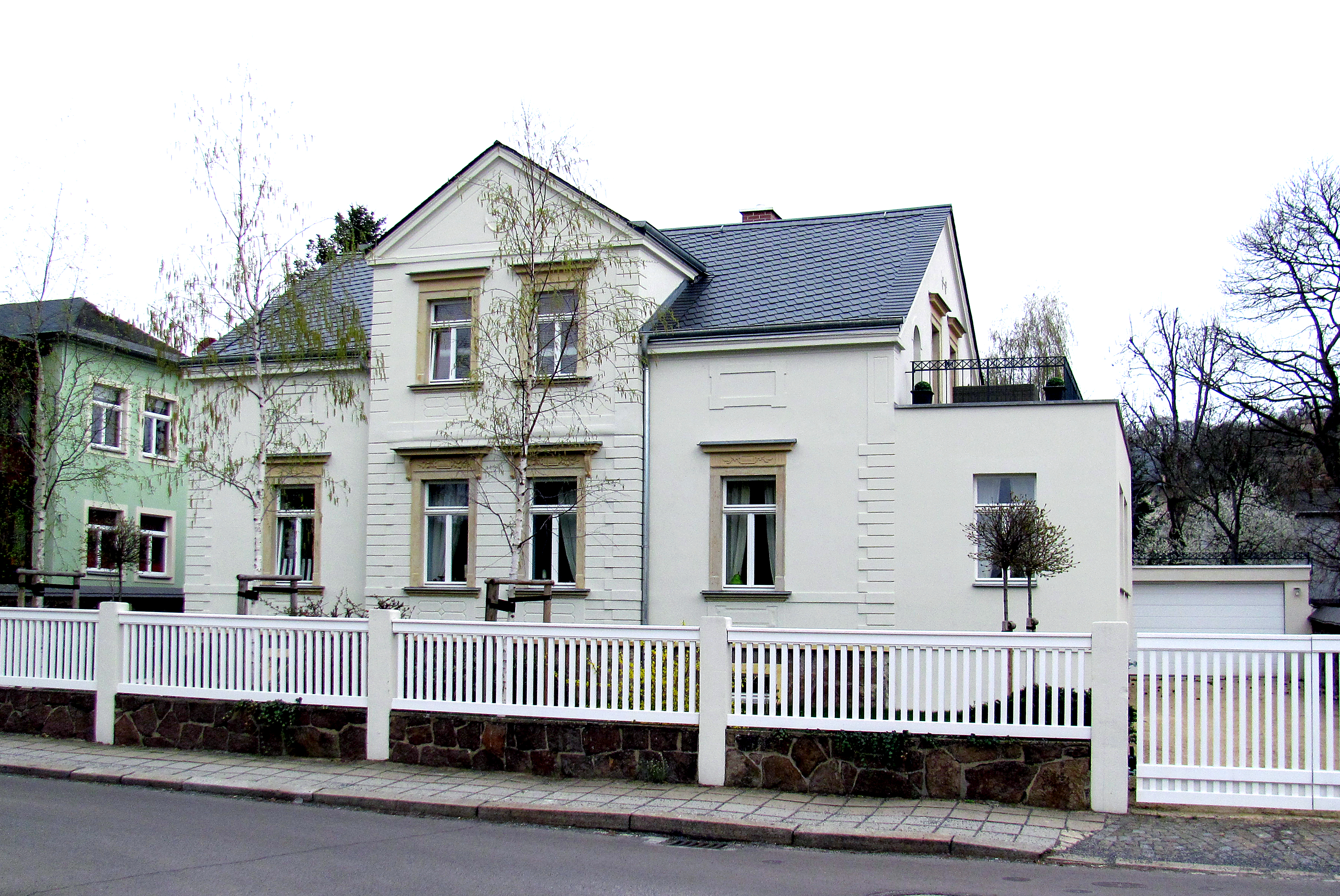
Vergleiche Heinrich-Heine-Straße 6

- 1886/1887: Villa Theodor Clemens Hanke in der Heinrich-Heine-Straße 6, Niederlößnitz (Entwurf Adolf Neumann)
- 1889–1891: Villa Susanne in der Dr.-Rudolf-Friedrichs-Straße 12, Niederlößnitz (Entwurf Carl Käfer)
- 1890/1891:  Villa Thuja in der Winzerstraße 61a, Niederlößnitz (Entwurf Carl Käfer)